# En by ved navn København
En by ved navn København er en dansk dokumentarfilm fra 1960 med instruktion og manuskript af Jørgen Roos.

## Handling
Filmen tegner med ironi et oprigtigt og uformelt billede af den danske hovedstad, idet den i maleriske enkeltheder fremhæver poesien i det almindelige hverdagsliv, som det udfolder sig på gaden, i havnen, i sociale institutioner, forlystelsesparker osv.